# دوبریانکا
شهر دوبریانکا (به روسی: Добрянка) در کشور روسیه و در کرای پرم واقع شده‌است.